# Чеканіхинська сільська рада
Чекані́хинська сільська рада (рос. Чеканихинский сельский совет) — сільське поселення у складі Усть-Пристанського району Алтайського краю Росії.
Адміністративний центр та єдиний населений пункт — село Чеканіха.

## Населення
Населення — 148 осіб (2019; 221 в 2010, 309 у 2002).